# 董事長
董事長（とうじちょう簡: 董事长; 繁: 董事長）は、中国大陸や台湾の法人董事（取締役）から選定されて、法人の業務を執行し、法人を代表する責任者である。公司董事会主席（略称:公司主席・董事会主席）という場合もある。

## 概要
法人の代表理事又は理事長に相当し、法人が会社（公司）の場合は代表取締役に相当する。または、法人の理事会（法人が会社の場合は取締役会）にあたる董事會又は董事会（取締役会）を設置する法人では、一般に董事會又は董事会の会長としてこれを主宰する。
なお、会社（公司）以外の法人では、法文上の董事の実務上の肩書きとして理事長を使うことがある。 香港の会社では、董事局主席（英: chairman of the board、繁: 董事局主席）に相当する。